# Halterofília als Jocs Olímpics d'estiu de 1996
Als Jocs Olímpics d'Estiu de 1996 celebrats a la ciutat d'Atlanta (Estats Units d'Amèrica) es disputaren deu proves d'halterofília, totes elles en categoria masculina.

## Comitès participants
En aquesta edició es canviaren els pesos de les modalitats olímpiques disputades. Participeren un total de 243 halters de 77 comitès nacionals diferents.
| - Albània (1) - Alemanya (10) - Algèria (3) - Aràbia Saudita (1) - Argentina (3) - Armènia (10) - Aruba (1) - Austràlia (7) - Azerbaidjan (2) - Belarús (10) - Brasil (1) - Bulgària (10) - Camerun (1) - Canadà (2) - Colòmbia (5) - Corea del Nord (2) - Corea del Sud (7) |  | - Cuba (5) - Egipte (1) - Eslovàquia (3) - Espanya (1) - Estats Units (10) - El Salvador (1) - Fiji (1) - Finlàndia (2) - França (2) - Geòrgia (2) - Grècia (10) - Guatemala (1) - Hongria (7) - Índia (5) - Indonèsia (1) - Iraq (1) - Israel (1) - Itàlia (2) - RF Iugoslàvia (1) |  | - Illes Cook (1) - Salomó (1) - Japó (7) - Kazakhstan (7) - Kenya (1) - Kuwait (1) - Letònia (5) - Lituània (1) - Marroc (1) - Maurici (2) - Moldàvia (5) - Nauru (3) - Nepal (1) - Nigèria (1) - Noruega (1) - Panamà (1) - Papua Nova Guinea (1) - Polònia (5) - Portugal (1) - Puerto Rico (1) - Regne Unit (1) |  | - República Dominicana (1) - Txèquia (2) - Romania (5) - Rússia (9) - Samoa (1) - Samoa Americana (1) - Seychelles (1) - Síria (1) - Suècia (2) - Tailàndia (1) - Tonga (1) - Turquia (10) - Uganda (1) - Ucraïna (7) - Uruguai (1) - Uzbekistan (5) - Veneçuela (1) - Xile (1) - R.P. de la Xina (10) - Xina-Taipei (4) |

## Resum de medalles
| Prova    | Or                   | Argent            | Bronze           |
| – 56 kg  | Halil Mutlu          | Zhang Xiangsen    | Sevdalin Minchev |
| – 59 kg  | Tang Lingsheng       | Leonidas Sambanis | Nikolai Peixalov |
| – 64 kg  | Naim Süleymanoğlu    | Valerios Leonidis | Xiao Jiangang    |
| – 70 kg  | Zhan Xugang          | Kim Myong-Nam     | Attila Feri      |
| – 76 kg  | Pablo Lara Rodriguez | Yoto Yotov        | Jon Chol-Ho      |
| – 83 kg  | Pirros Dimas         | Marc Huster       | Andrzej Cofalik  |
| – 91 kg  | Aleksei Petrov       | Leonidas Kokas    | Oliver Caruso    |
| – 99 kg  | Kakhi Kakhiashvili   | Anatoli Khrapaty  | Denys Gotfrid    |
| – 108 kg | Timour Taimazov      | Serguei Syrtsov   | Nicu Vlad        |
| + 108 kg | Andrei Txemerkin     | Ronny Weller      | Stefan Botev     |

## Medaller
| Posició | País            | Or | Argent | Bronze | Total |
| 1       | Grècia          | 2  | 3      | 0      | 5     |
| 2       | R.P. de la Xina | 2  | 1      | 1      | 4     |
| 3       | Rússia          | 2  | 1      | 0      | 3     |
| 4       | Turquia         | 2  | 0      | 0      | 2     |
| 5       | Ucraïna         | 1  | 0      | 1      | 2     |
| 6       | Cuba            | 1  | 0      | 0      | 1     |
| 7       | Alemanya        | 0  | 2      | 1      | 3     |
| 8       | Bulgària        | 0  | 1      | 2      | 3     |
| 9       | Corea del Nord  | 0  | 1      | 1      | 2     |
| 10      | Kazakhstan      | 0  | 1      | 0      | 1     |
| 11      | Austràlia       | 0  | 0      | 1      | 1     |
| 11      | Hongria         | 0  | 0      | 1      | 1     |
| 11      | Polònia         | 0  | 0      | 1      | 1     |
| 11      | Romania         | 0  | 0      | 1      | 1     |